# Stevan Dukić
Stevan Dukić (en serbe cyrillique : Стеван Дукић ; né le 16 octobre 1920 à Rogolji et mort en juillet 1942 à Zemun) était un combattant de la lutte de libération nationale de la Yougoslavie. Il a été décoré de l'ordre du Héros national le 6 juillet 1953.

## Biographie
Stevan Dukić naquit le 16 octobre 1920 dans le village de Rogolji, près de Gradiška, aujourd'hui en Bosnie-Herzégovine. Issu d'une famille de paysans pauvres, il termina ses études élémentaires dans son village natal puis dut chercher un emploi. À l'âge de 16 ans, il s'installa à Belgrade et travailla pour la Société de l'industrie textile de Belgrade (en serbe : Beogradska tekstilna industrija) de Karaburma, où il acquit son expérience professionnelle.
À partir de 1937, il devint un membre actif du syndicat des travailleurs du textile et devint également membre de l'Association des jeunesses communistes de Yougoslavie (Savez komunističke omladine Jugoslavije ; en abrégé : SKOJ) et, dans ce cadre, il fut l'un des organisateurs de la grève de décembre 1937 et de janvier 1938. À la fin de l'année 1938, il fut accepté comme membre du Parti communiste de Yougoslavie (KPJ). Il devint ainsi membre du comité du KPJ pour la cinquième région à Karaburma et, au moment des manifestations du 27 mars 1941, il défila avec les ouvriers du quartier.
Après la guerre d'avril et l'occupation du royaume de Yougoslavie par les puissances de l'Axe, Stevan Dukić devient membre du comité local du parti pour Belgrade et il participa à l'organisation des sabotages et des luttes armée dans la capitale serbe. Le 29 juillet 1941, il participa notamment au sauvetage d'Aleksandar Ranković, membre du comité central et de l'état major du parti, arrêté par la Gestapo et, à cause de ses blessures, maintenu en détention à l'hôpital de la rue Vidinska.
En août et novembre 1941, en tant qu'instructeur du Comité central du parti, il se rendit dans la région de la Šumadija puis dans le secteur d'Aranđelovac pour y organiser la lutte armée des Partisans yougoslaves contre les nazis. Après le retrait des principales forces serbe dans le Sandjak, sur ordre du comité central, il rentra à Belgrade pour y poursuivre la lutte politique.
En mars 1942, le comité provincial du KPJ pour la Serbie l'envoya à Zemun, pour qu'il y organise le sabotage des usines Ikarus, Teleoptik, Avala et y contre les actions armées de la Gestapo, des Oustachis et d'autres agents de l'armée allemande.
Stevan Dukić fut arrêté dans la rue en juillet 1942, alors qu'il se rendait à une réunion. Il est mort en prison.

## Hommages
Par un décret du 6 juillet 1953, le président de la république fédérative socialiste de Yougoslavie, Josip Broz Tito, a élevé Stevan Dukić au rang de héros national de la Yougoslavie.
Un rue du quartier de Karaburma, à Belgrade, la rue Stevana Dukića, ainsi qu'une école du même quartier portent son nom. Une rue de Zemun porte également son nom.